# Phthiracarus hirtus
Phthiracarus hirtus är en kvalsterart som först beskrevs av P. Balogh 1984.  Phthiracarus hirtus ingår i släktet Phthiracarus och familjen Phthiracaridae. Inga underarter finns listade i Catalogue of Life.